# Rudolfini
Rudolfini so burgundska veja starejše rodbine Welfov.
Zaradi tesnega sorodstva s cesarsko dinastijo Karolingov so uspeli ob koncu 9. stoletja na območju med zahodnim in vzhodnim frankovskim cesarstvom ustvariti neodvisno kraljevino Burgundijo. A že leta 1032 so po moški strani izumrli in prepustili svojo kraljevino nemškim kraljem.

## Izhajajo iz najvišjega frankovskega plemstva
Rudolfini izhajajo iz najvišjega sloja frankovskega plemstva. Njihov praoče, Konrad Starejši (I.), je bil zaupnik cesarja Ludvika Pobožnega in po svoji sestri Juditi (†843) tudi njegov svak. Sodeloval je pri delitvi karolinškega cesarstva leta 843 in bil po smrti Ludvika Pobožnega svetovalec Ludvika Nemškega, ki je bil poročen s Konradovo mlajšo sestro Hemo (†876). Pridobil si je velike posesti na zgornjem Švabskem. Leta 859 je zapustil tabor Ludvika Nemškega in se pridružil nasprotni strani, strani svojega nečaka Karla Plešastega. S tem je zgubil vse posesti in položaje na Vzhodnofrankovskem, dobil pa je na Zahodnofrankovskem kot odškodnino grofijo Auxerre.
Za njim je grofijo Auxerre podedoval njegov sin Konrad Mlajši (II.), ki pa je pri Karlu Plešastemu kmalu padel v nemilost in se je umaknil na dvor svojega nečaka, lotarinškega kralja Lotarja II. (†869). Od njega in njegovega brata italijanskega kralja Ludvika II. (†875) je dobil nalogo, da zavzame ozemlje med Juro in Alpami (Transjuranijo), kjer se jima je upiral Lotarjev svak Hugbert . Konrad II. je nalogo opravil, premagal je Hugberta (864) in sam postal mejni grof v Transjuraniji (866). Kdaj je Konrad II. umrl, ni znano. Leta 872 je Rudolf I., najverjetneje njegov sin, zabeležen kot mejni grof Transjuranije.
Sorodstvena razmerja pred Rudolfom I. niso povsem jasna. Poznan je še en Welf, ki bi lahko bil brat Konrada I., lahko pa tudi njegov bratranec. Imel je posesti vzhodno od Bodenskega jezera in bi tudi lahko bil oče Rudolfa I. Rodovnik Rudolfinov je povsem jasen šele od Rudolfa I. naprej. 

## Rudolf I.
Rudolf I. († 912), najverjetneje sin Konrada Mlajšega, je po očetu podedoval transjuransko vojvodino okrog Ženevskega jezera. Izkoristil je krizo v karolinškem cesarstvu, ki je nastala po padcu Karla III. (887) in se je dal januarja 888 v samostanu Saint-Maurice d'Agaune izvoliti za kralja. Njegov pohod do Toula, kjer ga je tamkajšnji škof mazilil, kaže na njegov namen, da obnovi Srednjefrankovsko kraljestvo Lotarja II. (†869). A je temu nasprotoval novi vzhodnofrankovski kralj Arnulf Koroški; prisilil ga je, da se je odpovedal Lotaringiji. Ko je oktobra 888 Rudolf v Regensburgu obiskal Arnulfa, mu je ta priznal posest, ki jo je Rudolf podedoval po očetu. Kmalu je dobil zraven še grofije ob zgornji Saoni. Besançonskega nadškofa je imenoval za svojega nadkanclerja. Ponovno se je moral nekoliko umakniti, ko je Arnulf v letih 894/95 postavil svojega nezakonskega sina Zwentibolda za kralja Lotaringije in mu dal tudi Besançon. Šele po Arnulfovi (899) in Zwentoboldovi (900) smrti je imel Rudolf spet bolj proste roke. Obnovil je svojo oblast v območju Doubsa, zavzel Basel in do svoje smrti uveljavil svojo malo kraljevino Zgornjo Burgundijo kot eno do naslednic karolinške države.

## Rudolf II.
Rudolf II. († 937), starejši od dveh sinov Rudolfa I., je sprva poskusil razširiti svojo oblast na Švabsko, a je leta 919 doživel poraz proti švabskemu vojvodi Burhardu I. v bitki pri Winterthuru. Z Burhardom je sklenil mir in se poročil z njegovo hčerko Berto (†961). Leta 921/22 je na povabilo domačega plemstva vdrl v severno Italijo in po zmagi nad kraljem Berengarjem I. pri Piacenzi najprej zavladal na zahodnem delu Berengarjevega kraljestva, po Berengarjevem umoru (924) pa postal kralj Italije. Kmalu je dobil močnejšega tekmeca v mejnem grofu Hugu Provansalskem, ki je Rudolfa leta 926 premagal pri Novari. V bitki je padel tudi Rudolfov tast vojvoda Burhard I. Švabski. Rudolf II. je tedaj opustil svoje italijanske ambicije in je poiskal naslonitev na vzhodnofrankovskega kralja Henrika I., kateremu je novembra 926 v Wormsu izročil sveto konico kopja, ki jo je dobil v Italiji. Konec leta 929 je rodbino tudi sorodstveno povezal z Otoni, s poroko svojega brata Ludvika s sestro prve žene cesarja Otona I., Edgith (†946). Pogodil se je s prejšnjim nasprotnikom Hugom Provansalskim, ki mu je, v zameno za opustitev ponovnega pohoda v Italijo, prepustil Spodnjo Burgundijo.

## Konrad I./III.
Konrad I. (kot arleški kralj) ali III. (po rodbinskem štetju, † 993), sin Rudolfa II., je bil ob očetovi smrti še mladoleten. Njegova mati Berta se je poročila s Hugom Provansalskim, njegova starejša sestra Adelajda (†999) pa je bila zaročena s Hugovim sinom Lotarjem (†950). Tako je bilo nevarno, da bo Konrada izrinil njegov očim Hugo. Konradov položaj je zavaroval nemški kralj in cesar Oton I. Veliki, ki je Konrada pravočasno umaknil na svoj dvor, mu tam nudil zavetje in mu po letu 942 omogočil, da se je uveljavil v Zgornji Burgundiji, po Hugovi smrti (948) pa tudi v Arlesu in tako izpeljal združitev Zgornje in Spodnje Burgundije. Navezanost na Otone je postala še tesnejša, ko se je Oton leta 951 poročil s Konradovo sestro Adelajdo, ter z začetkom Otonove italijanske politike, ki je povečala pomembnost burgundskih alpskih prelazov. Konrad, ki se je leta 964 poročil z Otonovo nečakinjo Matildo († po 981), se je pogosto mudil na otonskem dvoru v Nemčiji in Italiji (nazadnje leta 984). V notranji politiki je največ pozornosti posvečal Vienni. Moral pa je prenašati večanje oblasti lokalnih magnatov, ki so se uveljavljali z obrambo pred Saraceni.

## Rudolf III.
Rudolf III. († 1032), Konradov sin, je poskušal plemičem na jugu bolj zategovati uzdo, a je svojo oblast lahko uveljavil le v Zgornji Burgundiji, kjer se je močno opiral na episkopat. Tako kot njegov oče je veliko pozornosti polagal na dobre odnose z otonskimi sorodniki. Pogosto je obiskoval Otona III. (†1002) kot tudi Henrika II. (†1024), katerega mati je bila njegova polsestra Gisela († 1007). Ker je Rudolf III. tudi po svojem drugem, leta 1011 sklenjenem zakonu ostal brez otrok, ga je začela skrbeti usoda kraljestva po njegovi smrti. Dvakrat, 1016 v Strasbourgu in 1018 v Mainzu, je svojemu cesarskemu nečaku zagotovil nasledstvo. Njegova odločitev pa je v deželi naletela na nasprotovanje in Henrik II. ni mogel uveljaviti dediščine niti s svojimi vdori v deželo. 
Do Henrikovega naslednika Konrada II. (†1039) je bil Rudolf sprva zadržan. Ko pa ga je Konrad z zasedbo Basla leta 1025 prisilil v pogajanja, ki so pripeljala do tega, da se je Rudolf leta 1027 udeležil Konradovega kronanja za cesarja v Rimu, mu je na srečanju blizu Basla dal vse dedne pravice Henrika II. Po Rudolfovi smrti leta 1032 je cesar s kronanjem v samostanu Peterlingen/Payerne (2. februarja 1033) prevzel oblast nad kraljevino Burgudnijo. Še vrsto let pa se je moral boriti z nasprotniki, ki so se zbirali okrog Rudolfovega nečaka Oda II. iz rodbine Blois-Champagne (†1037). Šele z izvolitvijo in kronanjem cesarja Henrika III. v Solothurnu (1038) je bil proces združevanja z nemškim kraljestvom zaključen.
S smrtjo Rudolfa III. so Rudolfini, burgundska veja starejših Welfov, izumrli.